# جامع هارون الرشيد (شبام)
جامع هارون الرشيد في شبام أو ما يعرف بجامع شبام هو أحد أقدم المساجد في اليمن وشبه الجزيرة العربية بناه الصحابي زياد بن لبيد في مدينة شبام خلال عهد النبي محمد في سنة 8 هجرية.

## التسمية
في سنة 166هجرية أمر الخليفة العباسي هارون الرشيد بهدم جامع شبام وإعادة بنائه وتوسعته، وتخصيص أوقاف للمسجد في وادي حضرموت، وعلى إثر هذا الأمر أطلق أهالي مدينة شبام اسم هارون الرشيد على المسجد.

## منبر الجامع
في سنة 643 هجرية أمر الملك المنصور عمر بن رسول أول ملوك الدولة الرسولية في اليمن بصناعة منبر خشبي في مدينة عدن وأهداه لجامع هارون الرشيد في شبام، ويعد منبر جامع هارون الرشيد في شبام أقدم منبر خطابة باق في مساجد و جوامع اليمن.

## تاريخ
- سنة 8 هجرية بناء جامع شبام[1] على يد الصحابي زياد بن لبيد الذي بعثه النبي محمد إلى حضرموت.[2]
- سنة 166 هجرية هدم المسجد وإعادة بنائه وتوسعته بأمر من الخليفة العباسي هارون الرشيد، وإطلاق الأهالي اسمه على المسجد.[2][3]
- سنة 643 هجرية الملك المنصور عمر بن رسول يأمر بإجراء أعمال الصيانة في مسجد ويهديه منبرا خشبيا.
- سنة 1385هجرية (1965) هدم المسجد وإعادة بنائه من جديد.[2]
- 1417 هجرية (1996) ترميم جامع هارون الرشيد في مدينة شبام.[2]
- 2005 - 2008 ترميم المنبر الرسولي للمسجد.[3]